# Mesosetum annuum
Mesosetum annuum är en gräsart som beskrevs av Jason Richard Swallen. Mesosetum annuum ingår i släktet Mesosetum och familjen gräs. Inga underarter finns listade i Catalogue of Life.